# アンドレ・ダ・シルバ
アンドレ・ダ・シルバ (André Domingos da Silva、1972年11月26日 - ) は、ブラジルの陸上競技選手。100m、200mを得意とした選手で、2000年シドニーオリンピックの銀メダリストである。

## 経歴
アンドレ・ダ・シルバは、1996年アトランタオリンピックから3大会連続してオリンピックに出場。アトランタ大会では、アルナルド・ダ・シルバ、ロブソン・ダ・シルバ、エジソン・リベイロとともに出場した4×100mリレーで、カナダ、アメリカに次いで銅メダルを獲得。
アンドレ・ダ・シルバは、4年後の2000年シドニーオリンピックでも、ビセンチ・デ・リマ、クラウディネ・ダ・シルバ、前回大会でもメンバーだったリベイロとともに4×100mリレーに出場。アメリカに次いで銀メダルを獲得した。

## 自己ベスト
- 100m - 10秒06 (1999年)
- 200m - 20秒15 (2003年)

## 主な実績
| 年   | 大会                   | 場所                           | 種目         | 結果 | 記録    |
| ---- | ---------------------- | ------------------------------ | ------------ | ---- | ------- |
| 1995 | パンアメリカンゲームズ | マルデルプラタ(アルゼンチン)   | 100m         | 3位  | 10.23秒 |
| 1995 | 世界陸上選手権         | イェーテボリ(スウェーデン)     | 4×100mリレー | 6位  | 39.35秒 |
| 1996 | オリンピック           | アトランタ(アメリカ合衆国)     | 4×100mリレー | 3位  | 38.41秒 |
| 1999 | ユニバーシアード       | パルマ(スペイン)               | 100m         | 1位  | 10.34秒 |
| 1999 | パンアメリカンゲームズ | ウィニペグ(カナダ)             | 4×100mリレー | 1位  | 38.18秒 |
| 1999 | 世界陸上選手権         | セビリヤ(スペイン)             | 4×100mリレー | 3位  | 38.05秒 |
| 2003 | パンアメリカンゲームズ | サントドミンゴ(ドミニカ共和国) | 200m         | 3位  | 20.68秒 |
| 2003 | パンアメリカンゲームズ | サントドミンゴ(ドミニカ共和国) | 4×100mリレー | 1位  | 38.44秒 |
| 2003 | 世界陸上選手権         | パリ(フランス)                 | 4×100mリレー | 2位  | 38.26秒 |
| 2004 | オリンピック           | アテネ(ギリシャ)               | 4×100mリレー | 8位  | 38.67秒 |